# Europejski Sojusz na rzecz Wolności
Europejski Sojusz na rzecz Wolności (ang. European Alliance for Freedom, EAF) – europejska partia polityczna o profilu eurosceptycznym z siedzibą w Birkirkarze na Malcie.
Ugrupowanie powstało w 2010, w swoich deklaracjach odcięło się od podziału na lewicę i prawicę, większość jej działaczy reprezentowało jednak organizacje zdeklarowanie prawicowe. W 2011 partia stała się europartią uznawaną przez Unię Europejską, co wiązało się z otrzymywaniem grantów na finansowanie działalności. Funkcję przewodniczącego obejmowali kolejno: Godfrey Bloom i Franz Obermayr.
EAF zrzeszało co do zasady indywidualnych polityków. Wśród jego działaczy znaleźli się przedstawiciele m.in. belgijskiego Interesu Flamandzkiego (Philip Claeys), francuskiego Frontu Narodowego (Marine Le Pen), Wolnościowej Partii Austrii (Franz Obermayr, Andreas Mölzer), Szwedzkich Demokratów (Kent Ekeroth). Większość polityków współtworzyła później Ruch na rzecz Europy Narodów i Wolności, a działalność EAF w 2017 zanikła.